# William Sandys (1er baron Sandys of The Vyne)

Armoiries des Baron Sandys Of The Vyne : D'argent, à la croix ragulée de sable

William Sandys, 1er baron Sandys of The Vyne(1470 - 4 décembre 1540), de The Vyne dans la paroisse de Sherborne St John, Hampshire, est un des favoris du roi Henri VIII. Il est diplomate et Lord-chambellan. Dans les années 1520, il construit un manoir palatial de style Tudor à "The Vyne" sur l'emplacement de la précédente propriété, qui survit sous une forme réduite et classique , désormais propriété du National Trust.

## Origines familiale
William Sandys est l'un des fils cadet de William Sandys Of The Vyne (1440–1496). Sa mère Margaret Cheyne, deuxième épouse de son père, est l'une des filles de John Cheyne de Shurland sur l'île de Sheppey dans le Kent.
Sa sœur est Edith Sandys, dont le premier mari, Ralph Neville, est le fils et l'héritier de Ralph Neville, 3e comte de Westmorland. 

## Mariage et descendance

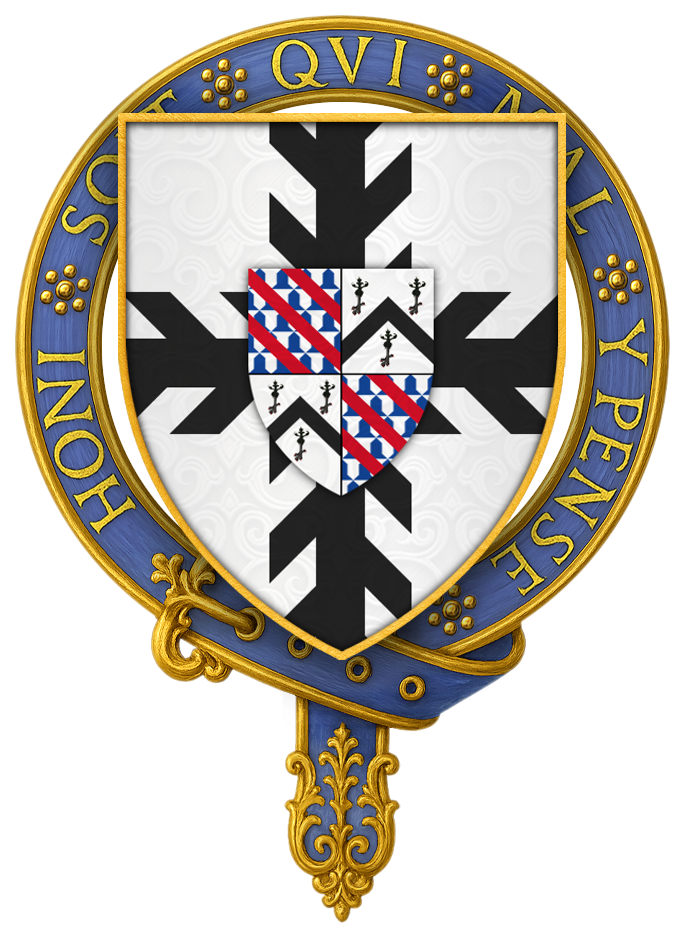

Il épouse Margaret Bray, fille et héritière de son cousin, John Bray, demi-frère de Reginald Bray (mort en 1503), l'un des plus puissants conseillers du roi Henri VII. De ce mariage sont issus au moins trois fils et quatre filles, dont :
- Thomas Sandys, 2e baron Sandys, de The Vyne, fils aîné et héritier ;
- Mary Sandys, qui épouse William Pelham, et est la mère de William Pelham et de Edmund Pelham, Lord Chief Baron of the Irish Exchequer.

## Favori d'Henry VIII

### Ascension et honneurs
Jeune homme, il obtient de l'avancement à la cour et est rapidement associé au futur roi Henri VIII, assistant à son adoubement comme chevalier et à la cérémonie de réception de sa future épouse Catherine d'Aragon.
Il est nommé écuyer du corps du roi d'Henri VIII, devenant un familier du roi dès les premières années de son règne.
En 1517, il est nommé trésorier de Calais, alors possession personnelle du roi d'Angleterre, et en 1518 il est fait chevalier de la Jarretière.
Il a apparemment joué un rôle déterminant dans l'organisation de la rencontre des rois d'Angleterre et de France au Champ du Drap d'Or, près de Calais.
Il est créé Baron Sandys of The Vyne en 1523, et , en 1530, nommé Lord-chambellan.
Le roi Henri VIII lui rend visite à trois reprises à The Vyne, dont une fois avec la reine Anne Boleyn. Cependant, ayant désapprouvé le mariage du roi avec Anne, il passe alors moins de temps à la Cour. Sandys escorte plus tard la Reine à la jusqu'à la tour de Londres où elle est emprisonnée.
Bien que sa sœur Edith ait épousé, en secondes noces, Thomas Darcy, 1er baron Darcy de Darcy, l'un des chefs du Pèlerinage de Grâce (1536), Sandys n'a certainement joué aucun rôle dans le soulèvement.

### Diplomatie et responsabilités militaires dans le Calaisis
La même année, il est nommé capitaine de Guisnes, poste qu'il occupe jusqu'à sa mort en 1540.
Guînes, pour lui donner son orthographe moderne, se trouve à environ 11 km au sud de Calais. Au moment de sa nomination, c'est le principal avant-poste de l'autorité anglaise dans le Calaisis. Son importance stratégique est alors considérable et cette nomination impose des responsabilités lourdes. 
Ses obligations à Guines font fréquemment sortir Lord Sandys d'Angleterre, particulièrement dans les années courant de 1526 à 1529 puis de 1538 et 1540. La plupart des travaux qu'il entreprend à Guisnes concernent la refortification du château et de la ville. Néanmoins, malgré ses efforts, le château, en particulier, est pratiquement indéfendable pendant une grande partie de cette époque.
C'est très probablement à Guisnes qu'il contracte pour la première fois la « sweating sickness » (littéralement « maladie de la transpiration ») qui, au cours de sa vie, l'éloigne parfois de la Cour. Il s'agit certainement du paludisme, qui sévit à cette époque dans les zones marécageuses d'Europe . Guines est une zone basse, alors marécageuse et sujette à de fréquentes inondations d'origine maritime et terrestre. En janvier 1529, il est si malade qu'il ne peut plus se lever ; en octobre 1533, la fièvre revient. En mars 1534, il est à nouveau si malade qu'il manque mourir.  

### Dernières années
En octobre 1536, il est sommé de « s'occuper de la propre personne du roi » avec 400 hommes, et, le 10 octobre, reçoit l'ordre de se rassembler à Ampthill, Bedfordshire, et de « préparer les vivres et le logement pour le roi et son train ». ", tâche pour laquelle il est bien qualifié en tant que Lord Chamberlain. Plus tard, il accompagne Thomas Howard, 3e duc de Norfolk jusqu'à Cambridge mais ne prend pas d'autre part dans la répression de la rébellion.
Dans ses dernières années, Sandys ne semble pas avoir pris une grande part à la vie de la cour mais ses responsabilités à Guisnes l'ont tenu très occupé, aussi bien dans les premières années de sa nomination qu'entre 1538 et 1540.

En 1540 , Arthur Plantagenêt, 1er vicomte de Lisle, Lord Député de Calais, est accusé d'avoir laissé les défenses de Calais et de Guisnes tellement réduites qu'elles peuvent facilement être prises par un ennemi. Soupçonné, il est emprisonné à la Tour de Londres, tandis que Sandys ne semble pas avoir été inquiété.

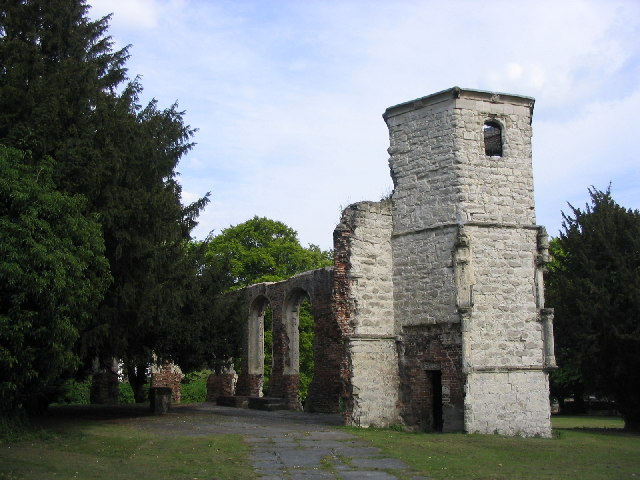
Chapelle du Saint-Esprit, Basingstoke, lieu de sépulture de son fondateur, le 1er baron Sandys of The Vyne

Il revient de Calais à The Vyne en octobre 1540. Le 7 décembre, Lord Matravers, Lord Deputy of Calais, reçoit un message d'Angleterre annonçant que Sandys est décédé à The Vyne. Le même jour, Henri VIII écrit au Conseil de Calais pour l'avertir que « le seigneur chambellan, qui était capitaine de Guisnes, est mort ».  Le 10 octobre, l'ambassadeur de France à Londres rapporte à la France que « lord Sens (sic) est mort il y a quatre jours, qui était très estimé ici et était l'un des rares anciens capitaines restants. » Il est enterré dans la chapelle « of the Guild of the Holy Ghost » (« Guilde du Saint-Esprit ») à Basingstoke, qu'il a fondée, près de sa résidence à The Vyne. Des vestiges de sa tombe survivent dans les ruines de la chapelle.

## Lord Sandys et Anne Boleyn
Henry VIII est tombé amoureux d'Anne Boleyn en 1526, l'année-même où Sandys est nommé Lord Chambellan et capitaine de Guisnes. En 1529, Anne Boleyn accompagne Henry aussi souvent que si elle est la reine. Au cours de ces années, Sandys passe environ 18 mois à Guisnes mais, ses responsabilités de Lord Chambellan impliquent de prendre fréquemment des dispositions pour Anne Boleyn et sa maison, et qu'il l'a donc bien connue.
En 1532, il assiste à la cérémonie au cours de laquelle Anne est élevée à la pairie en tant que marquise de Pembroke . En 1533, comme de nombreux seigneurs, il fait partie de la suite qui l'accompagne de Greenwich à Westminster pour son couronnement. 
En octobre 1535, il l'accueille lors de la visite royale visite d'Henry à The Vyne, alors qu'elle est reine. Le 9 mai suivant, Sandys est convoqué à une réunion du Conseil privé pour examiner « les questions relatives à la caution de la personne [du roi], à son honneur et à la tranquillité du royaume » ; le 12 mai, il assiste au procès des quatre hommes accusés d'avoir commis l'adultère avec la reine, et le 15 mai, après l'avoir escortée de Greenwich à la tour de Londres, il fait partie du jury qui la déclare coupable d'adultère, inceste et trahison.

## Dans la culture
C'est un personnage mineur du roman historique L'Homme sur un âne de HFM Prescott.
Il apparaît dans Henry VIII de William Shakespeare en tant que Lord Sands, flirtant avec Anne Boleyn lorsqu'elle arrive à la Cour et commente défavorablement les nouvelles modes apportées de France.